# Natació als Jocs Olímpics d'Estiu de 1920 - 100 metres lliures femenins
Els 100 metres lliures femenins va ser una de les deu proves de natació que es disputaren als Jocs Olímpics d'Anvers de 1920. Aquesta era la segona vegada que es disputava aquesta prova en uns Jocs i era la més curta dins el programa femení de natació. La competició es disputà el 22 i el 25 d'agost de 1920. Hi van prendre part 19 nedadores procedents de 9 països.

## Medallistes
| Or                      | Plata             | Bronze                |
| Ethelda Bleibtrey (USA) | Irene Guest (USA) | Frances Schroth (USA) |

## Rècords
Aquests eren els rècords del món i olímpic que hi havia abans de la celebració dels Jocs Olímpics de 1920.
| Rècord del Món | 1:16.2 | Fanny Durack | Sydney (AUS)   | 6 de febrer de 1915  |
| Rècord Olímpic | 1:19.8 | Fanny Durack | Estocolm (SWE) | 11 de juliol de 1912 |

Frances Schroth va millorar el rècord olímpic en la primera semifinal amb un temps d'1 minut 18.0 segons. Ethelda Bleibtrey millorà el rècord del món en la tercera semifinal amb un temps d'1 minut 14.4 segons i encara el rebaixà més en la final amb 1 minut 13.6 segons.

## Resultats

### Semifinals
Les semifinals es van disputar el dilluns 23 d'agost de 1920. Els dos primers de cada sèrie i el millor tercer passen a la final.
Semifinal 1
| Posició | Nedador                  | Temps  | Qual. |
| ------- | ------------------------ | ------ | ----- |
| 1       | Frances Schroth (USA)    | 1:18.0 | Q OR  |
| 2       | Charlotte Boyle (USA)    | 1:20.4 | Q     |
| 3       | Rie Beisenherz (NED)     | 1:22.6 |       |
| 4       | Yvonne Degraine (FRA)    |        |       |
| 5       | Aina Berg (SWE)          |        |       |
| 6       | Lillian Birkenhead (GBR) |        |       |

Semifinal 2
| Posició | Nedador                    | Temps  | Qual. |
| ------- | -------------------------- | ------ | ----- |
| 1       | Irene Guest (USA)          | 1:18.8 | Q     |
| 2       | Constance Jeans (GBR)      | 1:20.8 | Q     |
| 3       | Violet Walrond (NZL)       | 1:21.4 | q     |
| 4       | Germaine Van Dievoet (BEL) |        |       |
| 5       | Suzanne Wurtz (FRA)        |        |       |
| 6       | Carin Nilsson (SWE)        |        |       |
| 7       | Charlotte Radcliffe (GBR)  |        |       |

Semifinal 3
| Posició | Nedador                 | Temps  | Qual. |
| ------- | ----------------------- | ------ | ----- |
| 1       | Ethelda Bleibtrey (USA) | 1:14.4 | Q WR  |
| 2       | Jane Gylling (SWE)      | 1:25.6 | Q     |
| 3       | Grace McKenzie (GBR)    | 1:27.4 |       |
| 4       | Ernestine Lebrun (FRA)  |        |       |
| 5       | Barbara Nash (RSA)      |        |       |
| 6       | Lily Beaurepaire (AUS)  |        |       |

### Final
Es va disputar el dimecres 25 d'agost de 1920:
| Posició | Nedador                 | Temps     |
| ------- | ----------------------- | --------- |
| 1       | Ethelda Bleibtrey (USA) | 1:13.6 WR |
| 2       | Irene Guest (USA)       | 1:17.0    |
| 3       | Frances Schroth (USA)   | 1:17.2    |
| 4       | Constance Jeans (GBR)   | 1:22.8    |
| 5       | Violet Walrond (NZL)    |           |
| 6       | Jane Gylling (SWE)      |           |
| —       | Charlotte Boyle (USA)   | DNF       |